# التلفاز في البحرين
بدأ التلفزيون في البحرين في عام 1973 ببث يستمر خمس ساعات في اليوم الواحد. هناك سبع قنوات مجانية على الهواء أربع منها مملوكة للقطاع الخاص. هيئة إذاعة وتلفزيون البحرين تبث القناة الشعبية 44 وينتج محليا 35-40٪ من برامجه.
استضافت البحرين تاريخيا عددا من القنوات مثل أوربت قبل الدمج في شبكة أوربت شوتايم وقناة إم بي سي2. كما يستضيف قناة العرب الأخبارية بتمويل من الأمير الوليد بن طلال التي تغطي القضايا السياسية والاقتصادية والاجتماعية ذات الصلة في المنطقة العربية.
الفضائيات الحرة المهيمنة على الأسر البحرينية بنسبة 51٪. يوجد اختراق عالي نسبيا للقنوات المدفوعة وتقدر بنحو 51٪ في عام 2011. مشغلي القنوات المدفوعة الرئيسية الثلاثة هم شبكة أوربت شوتايم وشبكة راديو وتلفزيون العرب وبي إن سبورت العربية.